# Одеський музей західного і східного мистецтва
Одеський музей західного і східного мистецтва — муніціпальний музей, один із найбільших в Україні, зібрання якого має широку низку творів високої художньої та культурної цінності.

## Історія створення і будівля

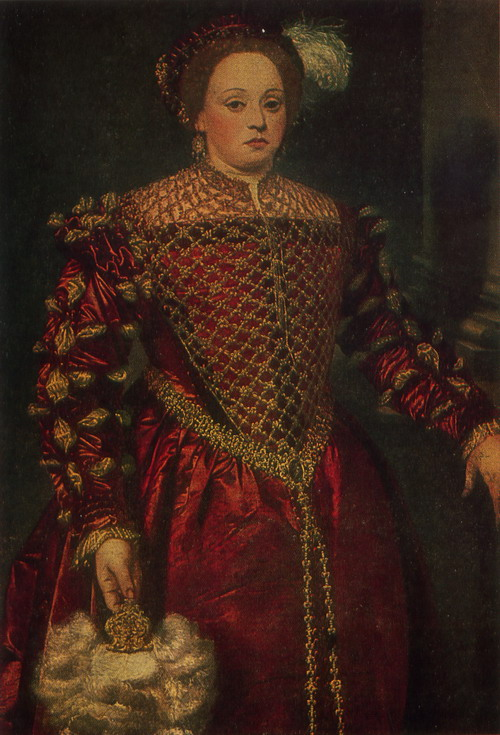
Невідома венеційка, XVI ст.

Музей засновано на базі приватних колекцій, зібраних місцевим Комітетом охорони пам'ятників мистецтва і старовини, а також надходжень з міського музею витончених мистецтв і кабінету історії мистецтв Новоросійського університету. Колекція музею поповнювалась шляхом надходжень з Ермітажу, Державного музею образотворчих мистецтв імені О. С. Пушкіна, Київського музею західного та східного мистецтва.
Музей розмістили в палаці Абаза, побудованому у 1856—1858 роках архітектором Людвигом Оттоном в стилі еклектики: риси барокової вдачі співіснують з елементами стилів ампір і рококо. Парадні сходи у вестибюлі, висічені з каррарського мармуру, зведені без балок-косоурів, що несуть, і разом з майданчиками утворює ефектну висячу споруду. Інтер'єри палацу Абази відрізняються багатим ліпним декором, різьбленням, фурнітурою з бронзи.
8 червня 2024 року музей відзначив своє сторіччя. З цієї нагоди Укрпошта випустила пам'ятну марку, а Посольство В'єтнаму подарувало музею першу картину цієї країни.

### Під час російського вторгнення в Україну
На початку російського вторгнення в Україну, 60 картин видатних художників (Франческо Граначчі, Гверчіно, Алессандро Маньяско, Франса Галса та ін.) були евакуйовані з Одеського музею західного і східного мистецтва — до Німеччини, де вони експонуються в Берлінській картинній галереї. Виставка має назву «Одеса – Берлін. Європейський живопис XVI–XIX століть в Одеському музеї західного та східного мистецтва».
20 липня 2023 року, вночі, в результаті ворожого ракетного обстрілу м. Одеси в ході російського вторгнення в Україну, будівля Одеського музею західного і східного мистецтва постраждала. Міністр культури та інформаційної політики України Олександр Ткаченко заявив, що відомство проводить переговори з міжнародними партнерами щодо першочергової консервації постраждалих музеїв. Також Мінкульт закликає ЮНЕСКО «все ж таки назвати ім'я агресора, вкотре переосмислити його роль у керівних органах організації».
31 січня 2025 року, близько 20:00, Росія завдала удару по Одесі балістичними ракетами. За повідомленням голови Одеської обласної військової адміністрації, в результаті вибухів у приміщеннях низки історичних памʼяток, зокрема Одеському музеї західного та східного мистецтва, вибиті вікна та пошкодженно фасад будівлі.

## Головні відділи
- картинна галерея (XVI—XX ст.);
- відділ графіки (в тому числі графіка Японії та офорти роботи Джованні Баттіста Піранезі);
- відділ декоративно-ужиткового мистецтва (порцеляна, меблі, гобелени тощо).

## Картинна галерея
Один з найкращих відділів музею — відділ картин західноєвропейських майстрів (Італія, Франція, Голландія, Фландрія, Німеччина, Австрія, Іспанія, скандинавські країни) XVI—XX ст., що містить картини наступних митців:
- Франческо Граначчі (1469—1543), Італія
- Мікеланджело да Караваджо (1571—1610), Італія
- Рулант Саверей (1576—1639), Голландія
- Бернардо Строцці (1581—1644), Італія
- Хосе де Рібера (1591—1652), Італія, Неаполь
- Франс Галс (бл. 1580—1666), Голландія
- Гверчіно (1591—1666), Італія
- Юстус Сустерманс (1597—1681), Фландрія
- Хуан Кареньо де Міранда (1614—1685), Іспанія
- Гендрік Моммерс (бл. 1623—1693), Голландія
- П'єр Міньяр (1612—1695), Франція
- Алессандро Маньяско (1667—1749), Італія, Генуя
- Йоганн Баптист Лампі старший (1751—1830), Австрія
- Томас Лоуренс (1769—1830), Англія
- Мігай Мункачі (1844—1900), Угорщина
- Альберт Едельфельт (1854—1905), Фінляндія
- Фрітц Таулов (1847—1906), Норвегія
- Габріель фон Макс (1840—1915), Німеччина
- Роквелл Кент (1882—1971), США тощо.

Збірка скульптур невелика, підсилена бронзовими та гіпсовими копіями скульптур Стародавньої Греції (Мирон «Дискобол», Поліклет «Дорифор», скульптури східного фронтону храму Парфенон, Фідій). Експозиція містить роботи Антуана Куазево, Етьєна Моріса Фальконе, П'єра-Жюля Мена.

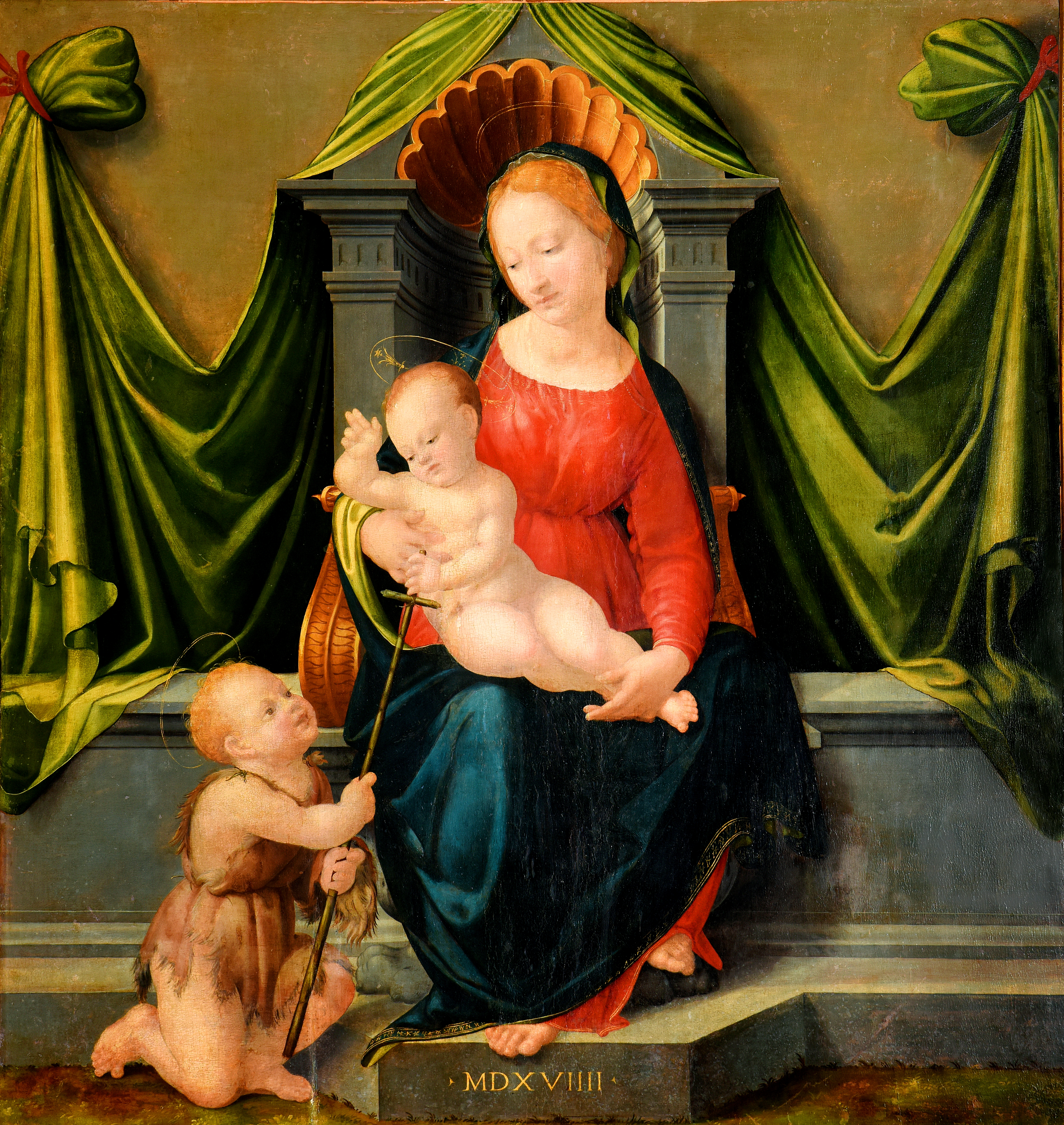
Франческо Граначчі (?). Мадонна з немовлям та Іваном Хрестителем дитиною. Найраніша картина в італійській колекції музею
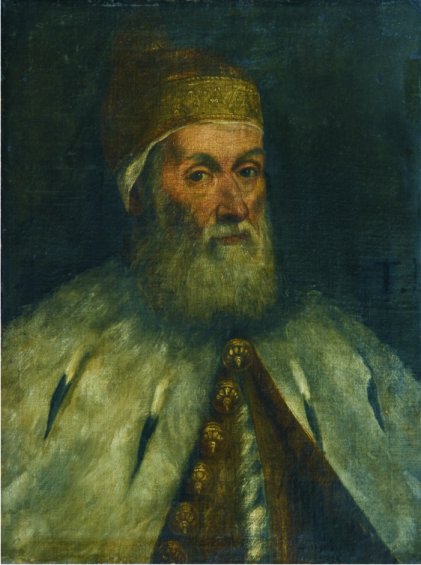
Тіціан або Тінторетто (?) Дож Франческо Донато або Джироламо Пріулі. 16 століття
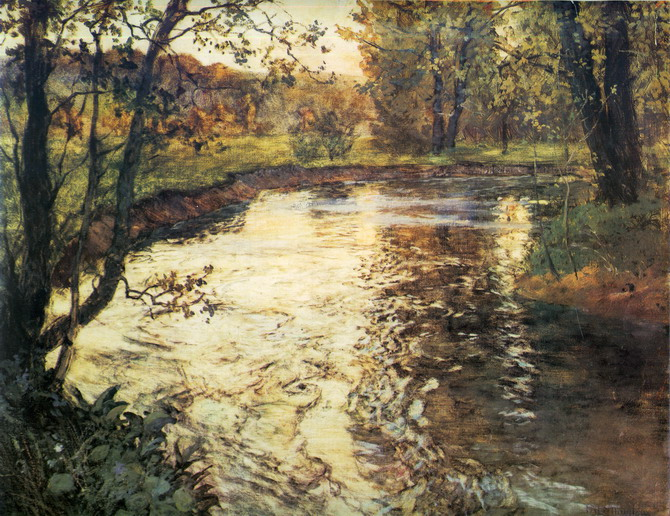
Худ. Фрітц Таулов «Норвегія. Струмок»
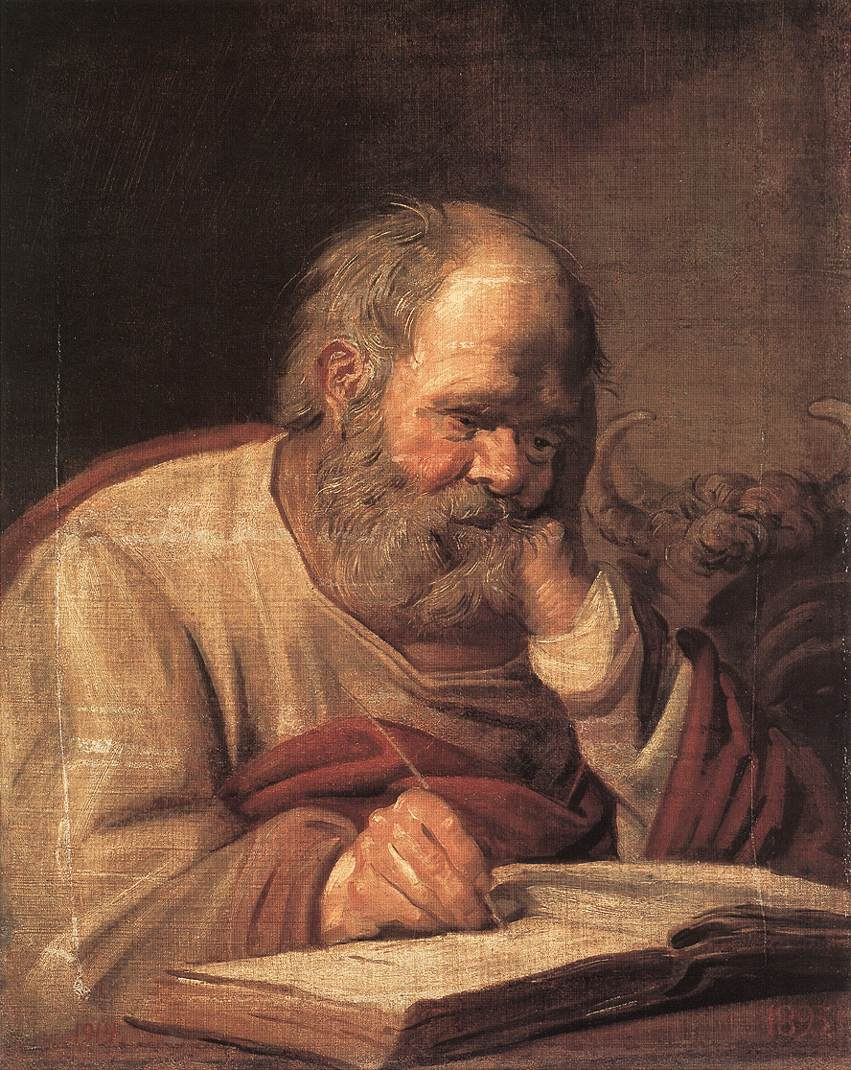
Худ. Франс Галс. Ранішній твір «Євангеліст Лука (Одеса)» на релігійну тему.
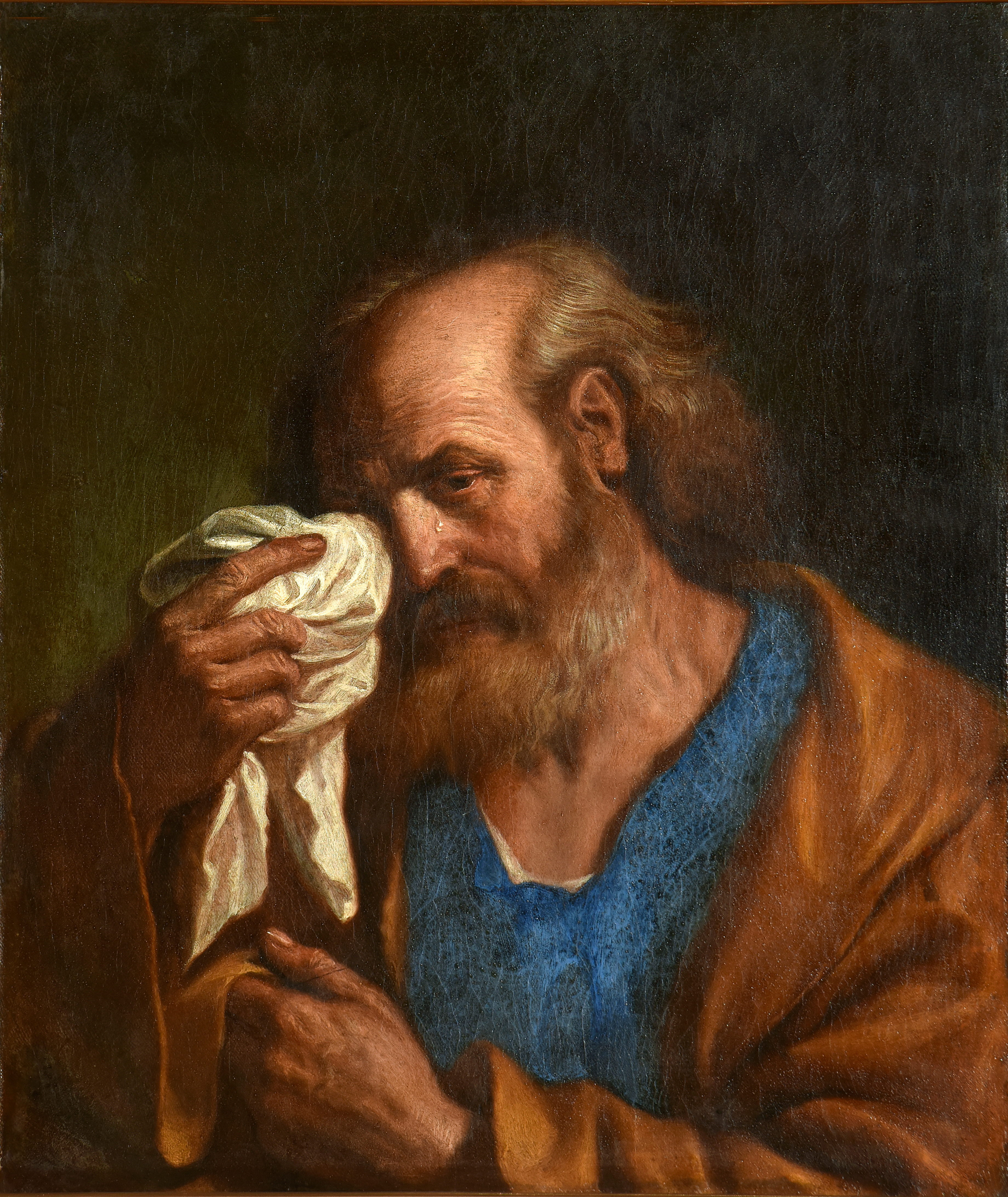
Худ. Гверчіно. «Каяття апостола Петра»
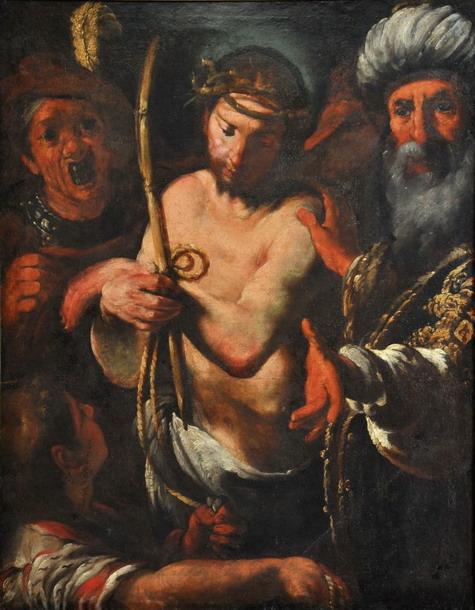
Бернардо Строцці. «Христос перед натовпом»
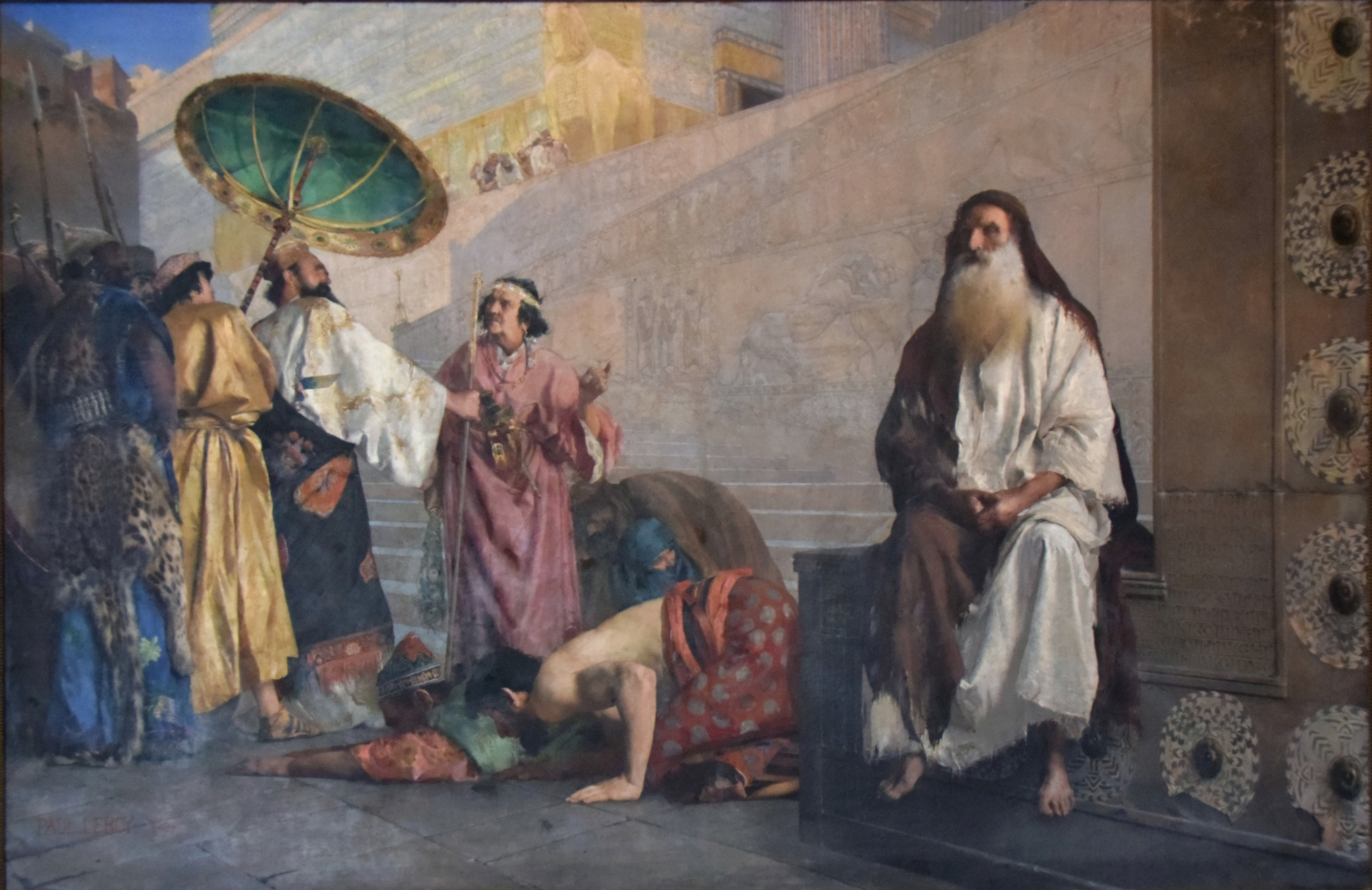
Поль Леруа. «Аман і Мордехай»

## Відділ країн Сходу

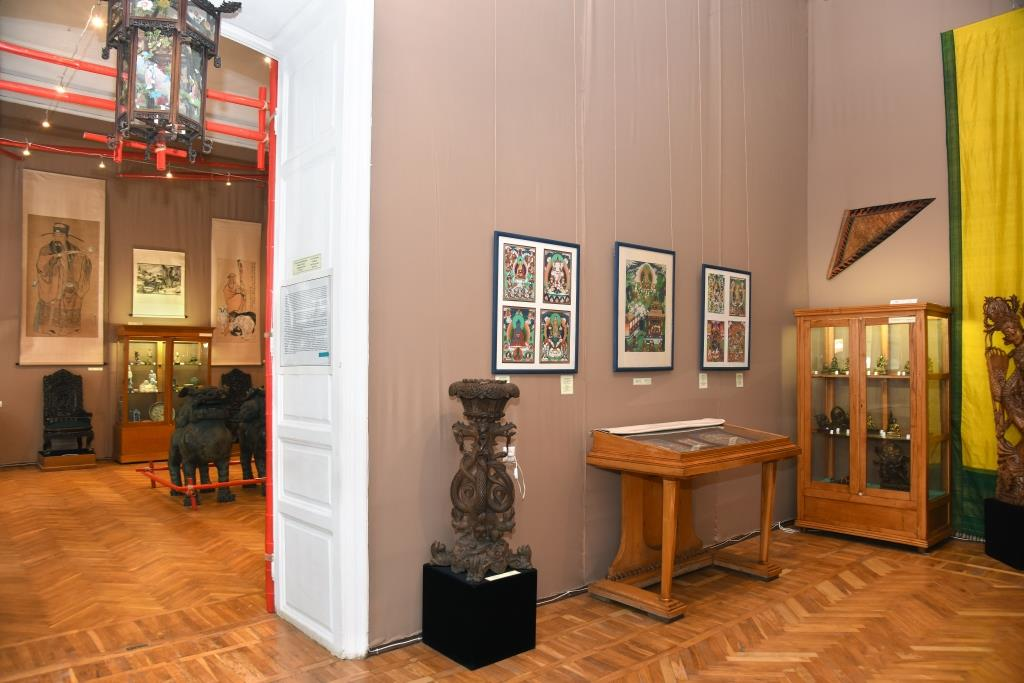
Експонати мистецтва країн Сходу в Одесі

Взагалі в Одесі два музеї мають невелику кількість творів мистецтва країн Сходу. Меншу за чисельністю збірку утримує Муніципальний музей приватних колекцій імені О. В. Блещунова, що не виключає як наявність надзвичайно вартісних зразків, так і відсутність аналогів, котрих не має Музей західного і східного мистецтва. Колекції наче доповнюють одна одну.
Другий за значенням в музеї — відділ країн Сходу. Відділ швидко збагачується і перебуває в стані становлення. Його заснували ще у 1951 році під патронатом Державного музею мистецтв народів Сходу. Представлені витвори мистецтва Індії, Ірану, Китаю, Тибету. Одеса — місто побратим японського міста Йокогама. Під час перебування в місті делегації Йокогами музей отримав у подарунок 20 гравюр оригіналів укійо-е. У збірці музею — лакові вироби Китаю, ювелірні вироби Індії та невелика кількість скульптур, меблі і фаянсові кахлі Ірану, ритуальна пластика, кераміка.
- Китай. Серед найстаріших експонатів — усміхнений Вейтоу, охоронець храму та захмарного буддійського раю (бронза, XVI ст.), виконаний в техніці втраченого воску. Ця техніка досягла значної досконалості в Китаї навіть в давнину і мала чималий вплив на інші галузі мистецтва, серед котрих вироби з каменю, кістки, порцеляни, деревини. Вплив мав також на символіку та засоби декорування та отримав магічне значення. Чисельні зразки китайського мистецтва походять з розкопок поховальних комплексів, бо в багатьох князівствах Китаю сповідували культ мертвих як антипод мінливого та нічим не захищеного життя живих. Серед археологічних експонатів цього напрямку скульптурки тварин та химер (ще язичницькі обереги та охоронці могил). Часто майстри виготовлення подібних речей дотримувались стародавньої стилістики та ігнорували стилі своєї сучасності.

Серед безумовних шедеврів музею — велика ваза салатового кольору першої половини XX ст. Її виготовив майстер китайського лаку. Аби полегшити вагу великої за розміром вази (висотою 87 сантиметрів) майстер удався до використання не металу, а тканини, просякнутої затверджувачем, в потім після формування вкритого декількома шарами кольорового лаку. Великі й порожні поверхні вази чергуються з традиційним рослинним декором. Його кращий зразок розташований на другому зверху поясі, прикрашеним гілочками бамбука, що символізував довголіття або його побажання майбутньому володарю вази. Від відвідувачів музею приховане походження вази. Її привезли з Китаю у подарунок генсеку Сталіну з нагоди його 75-річчя і ваза прикрашала виставку дарунків Сталіну у Москві. Політичні зміни в СРСР призвели до згорнення тої виставки, і до розформування експонатів, що передавались у різні музеї. Так вона потрапила до збірок Одеси.
Окрім унікальних експонатів (портретний живопис на шовку) в експозиції представлені уславлені зразки китайської порцеляни. Ця частина збірки збагачується найшвидше. Низка зразків китайської порцеляни вкрита триколірною гамою розписів та мережею тріщинок, специфічного декору порцеляни з метою стилізації під старовину. Серед зразків 20 століття — порцелянова скульптура Майтрея (китайського Будди майбутнього). Вона походить з майстерень Де Гуа, що спеціалізувались на білих виробах без розписів.

## Майстри Італії

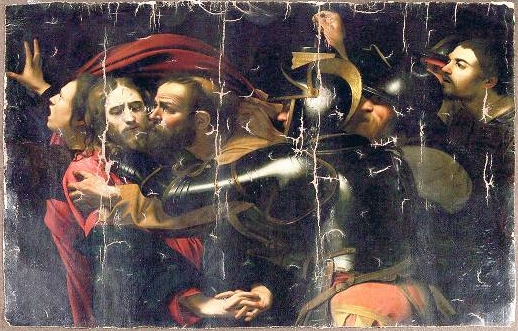
Караваджо? Взяття Христа під варту. Варіант з Одеси до реставрації.

У музеї зібрана невелика, але цікава колекція картин майстрів Італії. Випадкове комплектування збірки надало можливість нехай пунктиром позначити головні етапи уславленого живопису Італії. Флорентійську школу репрезентує «Мадонна з немовлям та Іваном Хрестителем дитиною» або «Мадонна на троні», датована 1519 роком, яку відносять до творів Франческо Граначчі. Але не флорентійська школа головує в колекції. Чисельно її переважає венеційська художня школа.
Венеційська школа представлена творами Франческо Гварді «Гранд Канал у Венеції» та парадним портретом невідомої пані пензля майстра XVI ст. Серед творів венеційських майстрів — послідовник Паоло Веронезе «Добропорядна Сусанна та хтиві старці». Зображення головних персонажів наближено до глядача, але не воно, а оточення приваблює око. Венеційці втомилися від тисняви в місті та каменю і цегли забудов та відсутності зелених насаджень у місті. Висадити дерево в місті могли дозволити собі лише надто багаті городяни. Уряд Венеції звернувся до багатіїв міста з пропозицією купувати землі на заболоченій терафермі, саме там і виникли цікаві заміські садиби з регулярними садами, фонтанами, парковими павільйонами. Куточок такого заміського саду і подав послідовник Паоло Веронезе як ознаку небачених розкошів у картині на біблійну тему. Життя сільської венеційської тераферми відтворили художники династії Бассано. В одеському музеї, однак, присутня картина з майстерні Бассано на міфологічну тему «Викрадення Європи богом Зевсом у подобі білого бика».
Твори доби італійського бароко репрезентують суто декоративна робота «Алегорія літа» (худ. Франческо Рускі, XVII ст.), п'ять картин Алессандро Маньяско, серед котрих «Ченці, що роблять тонзури», «Христос перед натовпом — (Се людина)» (Бернардо Строцці, Генуезька школа) та найкращий в музейній збірці пейзаж XVII ст., котрий пов'язують з творчістю Джованні Гізольфі (1623—1683). Ознаки ж караваджизму притаманні картині невідомого венеційського майстра кола Дж. Б. Піттоні «Сусанна і старці». Ознаки італійського класицизму почали переважати у творах римського майстра XVIII ст. Помпео Батоні, про що свідчить картина одеського музею «Венера з Амуром». В музеї лише одиниці репрезентують маньєризм, як цікаву і важливу стилістичну систему, що передувала бароко. До стилю маньєризм в Одесі відносяться картини невідомого італійця «Офірування жриці Іфігенії» та кращий подібний музейний зразок живопису голландця Абрагама Блумарта «Благовістя пастухам».
Найкращим зразком збірки була картина пензля Караваджо — «Взяття Христа під варту» або «Поцілунок Юди». Картину на початку XIX ст. придбав у Парижі російський дипломат А. П. Базилевський; Антон Павлович вирізнявся неабияким смаком і не купував другорядних речей. Коштовне полотно перевезено в Росію, а за часів СРСР передано до Одеси.
Широкий розголос в Україні та Європі мала крадіжка картини з музею. Пошкоджене полотно відомого майстра після напружених пошуків повернуто до України, і нині воно перебуває на довготерміновій реставрації.
Портрет Італії другої половини XIX ст. представляє портрет пензля Доменіко Мореллі (1826—1901 «Молода пані в білому», датований 1875 роком.) Тим же роком позначений і «Портрет дівчинки» (пастель роботи Енріко Арчіоні), що став центральним полотном нещодавньої виставки й був винесений на афішу виставкового заходу.
За часів СРСР в художні музеї країни могли потрапити лише твори художників комуністів або лівого спрямування. Винятки були одиничними. Надходження італійських картин було загальмовано, тому в Одесі вони одиничні. Серед них — робота Марії Дзаноне «Натхнення» та керамічна скульптура Адріано Левероне.

## Мистецтво земель Бельгії

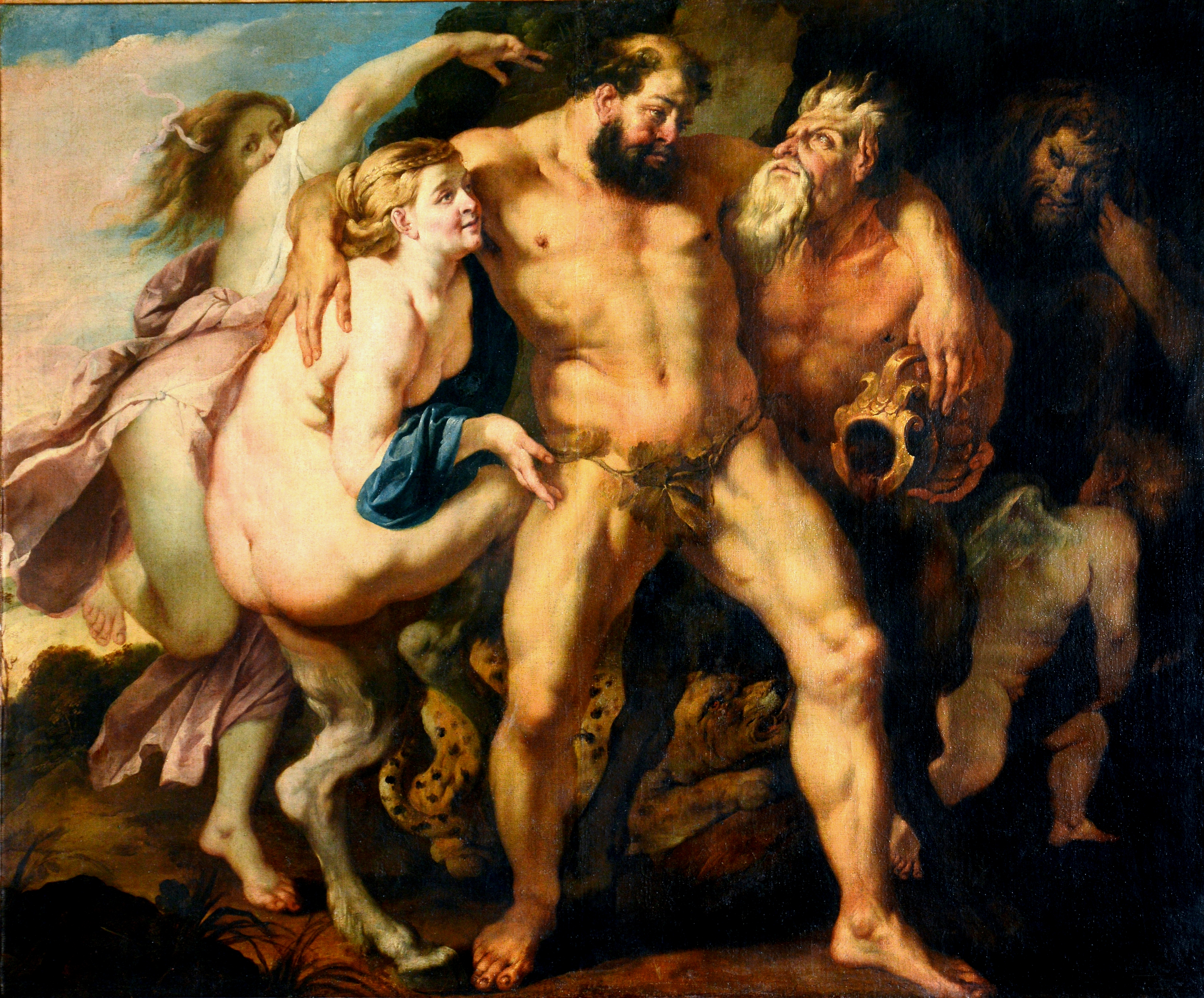
П. П. Рубенс, майстерня і помічники. Вакханалія з Геркулесом напідпитку.

Не менш цікавим виявився в одеському музеї пунктиром позначений шлях розвитку місцевого мистецтва. Адже саме тут разом з італійцями зароджувалось західноєвропейське відродження. Зміни назв цієї країни приховували від широкого загалу, що це культура тієї ж країни. В добу пізнього середньовіччя це були Іспанські (Південні) Нідерланди. В XV ст. ці землі стануть колискою місцевої культури, куди стікалися художники з усіх усюд, де можна було отримати замови на твори мистецтва від багатих бюргерів Гента, Брюгге, Брюсселя. Серед відомих майстрів цього періоду Герард Давід. Саме він створив великий вівтарний образ «Оплакування Христа». Центральну частину цього вівтаря з головами скорботної Богородиці та мертвого Христа помічники майстра неодноразово копіювали. Ці повторення майстра розійшлись світом, їх зберігають музеї Прадо в Мадриді, в Ермітажі, в низці приватних зібрань. Власний список такої композиції має й одеський музей. До творчих знахідок уславленого Рогіра ван дер Вейдена відносять і картину «Мадонна з немовлям на тлі з альтанкою троянд», невідомого послідовника Рогіра XV ст. В XVI ст. тут працювала ціла бригада надзвичайно майстерних митців, серед котрих Пітер Брейгель Старший, віртуози маньєризму Мартен де Вос, Пітер Кук ван Альст, Геррі мет де Блес, Пауль Вредеман де Вріс, Тобіас Вергахт, Лодовіко Поццосеррато, авторитет котрих визнавали й в Італії. Одеський музей від цього періоду отримав віртуозно створену картину «Праведний Лот з двома доньками» пензля Франса Флоріса (бл. 1520—1570).
В першій половині XVII ст. в Антверпені запрацювала велика майстерня Пітера Пауля Рубенса. Ефектне полотно цієї майстерні «Вакханалія з Геркулесом напідпитку» являє усі кращі здобутки доби фламандського бароко. Як і в попередній період Фландрія була і залишилась відомим центром створення сюжетних мільфльорів та аррасів. Зразків аррасів чи вердюр раннього періоду в Одесі немає, але сюжетний килим «Суперечка Ахілла з Агамемноном», створений за картоном Яна ван Орлея на килимовій мануфактурі братів ван дер Борхтів має всі ознаки класицизму французького зразка 18 століття з його звертаннями до давньогрецьких персонажів і давньогрецької чи римської історії.
В XIX ст. в західноєвропейському мистецтві розквітнув пейзажний живопис. Не стояли осторонь і митці Бельгії, саме цю назву отримала держава, що виборола тоді власну незалежність. До корифеїв місцевого живопису Бельгії відносять твори Луї Галле (1810—1887), уславленого митця доби романтизму, та майстра пейзажів і краєвидів міст франкомовного Анрі Касьєра (1858—1944). Творів двох останніх в одеському музеї немає, але є ціла низка картин митців, що були сучасниками або Луї Галле, або Анрі Касьєра. Серед них бельгійці Шарль Лейкерт (1818—1907) «Узбережжя з рибалками», Гендрік Схефельс (1827—1904) «Галантна сцена в пару», що працював в стилістиці другого рококо XIX ст. Широку панораму рідного краю подав в пейзажі Ісидор Вергейден (1846—1905) «Пейзаж з водоймою». Сільське життя Бельгії відтворив митець Ежен Йозеф Вербокховен (1798—1881) в картині «Вівці у вівчарні».
В одеському музеї нема картин французьких імпресіоністів. Але найбільш імпресіоністичне полотно галереї теж належить пензлю бельгійця Еміля Клауса (1849-бл. 1912) «Сонячний день» з його безсюжетністю та фіксацією миттєвостей буденного життя.

## Піклувальна рада
У 2007 році у групи однодумців виникла ідея створення громадської структури, яка б опікувалася проблемами музею. Піклувальна рада — організація, яка намагається розвивати музей в напрямку активного формування сучасного іміджу регіону, брати участь у його соціальній політиці. Голова Піклувальної ради — Юрій Маслов.
За роки існування ради випущено «Каталог англійської гравюри XVII—XIX ст., естампи з колекції Одеського музею західного та східного мистецтва», проведено виставку «Ікони Бессарабії», поповнено фонди музею іноземними довідковими каталогами та елементами мистецтва, зокрема двома парними китайськими вазами XVIII ст. Відкрили виставку «Одеса в старих фотографіях», присвячену до Дня народження міста. Ведеться постійна робота з метою збереження та примноження фондів музею. Протягом багатьох років велася інформаційна компанія за початок реставрації картини Караваджо «Поцілунок Юди».